# 多角胶球虫
多角胶球虫（学名：Collosphaera polygona）为胶球虫科胶球虫属的动物。分布于地中海、大西洋以及中国东海等海域。